# 歐本足球俱樂部
歐本皇家綜合體育俱樂部（德語：Royal General Sports Association Eupen），是一家位于比利時列日省奧伊彭的足球俱乐部，目前参加比利时第一级别联赛比利時甲組聯賽A。

## 外部連結
- 官方网站